# Gauliga Ostpreußen (1943/1944)
Sezon 1943/1944 był jedenastym i jednocześnie ostatnim sezonem Gauligi Ostpreußen, wchodzącej w skład Gauligi, stanowiącej pierwszy poziom rozgrywek w Rzeszy Niemieckiej. Mistrz ligi – VfB Königsberg zakwalifikował się do mistrzostw Niemiec, w których dotarł do 1/8 finału. Z powodu działań wojennych na obszarze Prus Wschodnich, sezon 1944/1945 nie wystartował. W maju 1945 teren Prus Wschodnich został podzielony pomiędzy Polskę i ZSRR, a wszystkie kluby z tego rejonu zostały rozwiązane.

## Tabela
| Pozycja | Klub                          | M  | Z  | R | P | Bramki | Pkt   |
| 1.      | VfB Königsberg                | 12 | 10 | 2 | 0 | 90:15  | 22:2  |
| 2.      | SV 05 Insterburg              | 12 | 6  | 2 | 4 | 43:39  | 14:10 |
| 3.      | SV Allenstein (B)             | 12 | 6  | 2 | 4 | 29:33  | 14:10 |
| 4.      | MTV Ponarth                   | 12 | 6  | 1 | 5 | 43:48  | 13:11 |
| 5.      | Reichsbahn SG Königsberg      | 12 | 4  | 1 | 7 | 22:23  | 9:15  |
| 6.      | SV Prussia-Samland Königsberg | 12 | 3  | 1 | 8 | 21:50  | 7:17  |
| 7.      | Königsberger STV              | 12 | 2  | 1 | 8 | 15:55  | 5:19  |

| Legenda |                       |
|         | Mistrz                |
|         | Spadek do Bezirksligi |
| (B)     | Beniaminek            |